# Südasiatische Bartfledermaus
Die Südasiatische Bartfledermaus (Myotis muricola) ist eine Art der Mausohren (Myotis) innerhalb der Fledermäuse (Chiroptera). Sie ist über weite Teile von Südasien bis auf die südostasiatischen Inseln verbreitet. Die Art lebt einzeln oder in kleinen Kolonien in Höhlen, Baumhöhen und der Vegetation von Wäldern und jagt ab dem frühen Abend nach Insekten.

## Merkmale

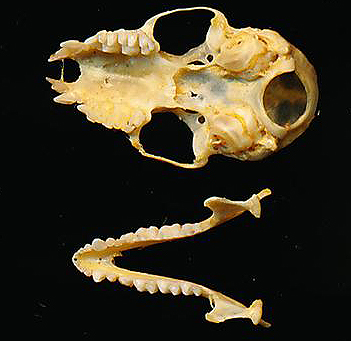
Schädel der Südasiatischen Bartfledermaus, Blick auf die Zahnreihen

Die Südasiatische Bartfledermaus erreicht eine Kopf-Rumpf-Länge von 41 bis 47 Millimetern und eine Schwanzlänge von 25 bis 39 Millimetern. Der Unterarm hat eine Länge von 31 bis 37 Millimetern, die Hinterfußlänge beträgt 4 bis 7 Millimeter, die Ohrlänge 6 bis 13 Millimeter. Es handelt sich entsprechend um eine kleine Art der Gattung. Das Rückenfell ist dicht und weich. Die Rückenfärbung ist gräulich braun bis braun, die Rückenhaare haben eine schwarze Basis und sind an der Spitze heller, die Haare des Bauches haben eine noch etwas hellere Spitze. Die Ohren sind groß und enden spitz, der Tragus ist schmal und etwa halb so lang wie das Ohr. Die Flughaut setzt an der Basis der Mittelfußknochen an den Füßen an. Die Hinterfußlänge ist kürzer als die halbe Tibialänge.
Der Schädel ist filigran gebaut und besitzt einen hervorstehenden Hirnschädel (Cranium). Der hintere Teil des Rostrums ist nach innen gewölbt. Die Zähne weisen einige artspezifische Merkmale auf, die Prämolaren P3 des Oberkiefers liegen in der Zahnreihe und stehen mit anderen Prämolaren in Kontakt.

## Verbreitung
Die Südasiatische Bartfledermaus ist über weite Teile von Südasien bis Südostasien verbreitet. In Südasien reicht das Verbreitungsgebiet von Afghanistan und Pakistan über den Norden von Indien, Bhutan, Nepal bis nach China. In Indien kommt die Art in Assam, Himachal Pradesh, Jammu und Kashmir, Jharkhand, Meghalaya, Mizoram, Sikkim, Uttaranchal und Westbengalen vor. Im zentralen und südlichen China ist die Art in Xizang, Sichuan und Yunnan nachgewiesen, darüber hinaus kommt sie auf Taiwan vor. In Südostasien lebt die Art sowohl auf dem Festland wie auf den südostasiatischen Inseln, das Verbreitungsgebiet reicht hier von Myanmar, Laos, Kambodscha und Vietnam über Thailand und Malaysia bis auf die indonesischen und philippinischen Inseln. Dabei kommt sie auf Borneo (Malaysia, Indonesien und Brunei) sowie in Indonesien auf den Mentawai-Inseln, Sumatra, Java, Bali, Lombok, Sumbawa, Sumba, Flores, Sulawesi, Ambon und Bunguran vor, in den Philippinen auf Biliran, Busuanga, Leyte, Luzon, Maripipi und Negros.

## Lebensweise
Die Art kommt in verschiedenen Habitaten innerhalb ihres Verbreitungsgebietes sowohl im Flachland wie auch im moderaten Bergland bis 2700 Metern vor, vor allem in Waldgebieten, Gebüschen, Gärten und Sekundärwäldern. Sie leben teilweise solitär oder in kleinen Kolonien, die in Höhlen oder Baumhöhlen gefunden werden, sie rasten jedoch auch in der Vegetation wie etwa in eingerollten Bananenblättern. Die Nahrungssuche der nachtaktiven Tiere beginnt am frühen Abend, die Tiere sind schnelle Flieger und sie fliegen teilweise recht hoch, nutzen jedoch auch die unteren Waldzonen und Gewässerläufe.

## Systematik
Die Südasiatische Bartfledermaus wird als eigenständige Art den Mausohren (Gattung Myotis) zugeordnet, zu der mehr als 100 Arten gehören. Die wissenschaftliche Erstbeschreibung stammt von dem britischen Zoologen John Edward Gray aus dem Jahr 1846, der sie anhand von Exemplaren aus Nepal beschrieb. Teilweise wurde sie der Kleinen Bartfledermaus (Myotis mystacinus) zugeordnet, später jedoch als eigenständig betrachtet. Sie wird innerhalb der Mausohren der Untergattung Selysius zugeordnet und es handelt sich vielleicht um einen Artenkomplex aus mehreren nahe verwandten Arten. Eine nähere Verwandtschaft mit der Schwarzen Bartfledermaus (Myotis ater) auf den indonesischen Inseln ist wahrscheinlich.
Innerhalb der Art werden mehrere Unterarten unterschieden. In China kommen dabei Myotis m. caliginosus in Xizang und Myotis muricola moupinensis in Sichuan und Yunnan vor. Auf Taiwan ist Myotis m. latirostris verbreitet. Weitere Unterarten sind Myotis m. muricola als Nominatform aus Nepal sowie Myotis m. browni, Myotis m. herrei, Myotis m. niasensis und Myotis m. patriciae.

## Gefährdung und Schutz
Die Art wird von der International Union for Conservation of Nature and Natural Resources (IUCN) als nicht gefährdet („least concern“) eingestuft. Begründet wird diese Zuordnung durch das große Verbreitungsgebiet sowie die großen Bestände. Bestandsgefährdende Bedrohungen für die Art sind nicht vorhanden. Die Art ist sehr anpassungsfähig an veränderte und gestörte Habitate, in einigen Gebieten ist sie jedoch trotzdem von starken Holzeinschlägen und der Suche nach Bodenschätzen beeinflusst und bedroht. In Südasien wurden große Teile des Verbreitungsgebietes entwaldet für die Holzgewinnung und die Umwandlung von ehemaligen Waldgebieten in landwirtschaftliche Nutzflächen. Lokal stellen Sammlungsaktivitäten für wissenschaftliche Sammlungen und Forschungsarbeiten eine Bedrohung dar.

## Belege
1. 1 2 3 4 5 6 7  Don E. Wilson Nepalese Whiskered Myotis. In: Andrew T. Smith, Yan Xie: A Guide to the Mammals of China. Princeton University Press, 2008; S. 378–379, ISBN 978-0-691-09984-2.
2. 1 2 3 4 5  Myotis muricola in der Roten Liste gefährdeter Arten der IUCN 2016.2. Eingestellt von: P. Bates, G. Csorba, S. Bumringsri, T. Kingston, C. Francis, G. Rosell-Ambal, B. Tabaranza, L. Heaney, S. Molur, C. Srinivasulu, 2008. Abgerufen am 24. November 2016.
3. 1 2 3 4  Don E. Wilson & DeeAnn M. Reeder (Hrsg.): Myotis muricola in Mammal Species of the World. A Taxonomic and Geographic Reference (3rd ed), 2005